# A'urba
 (juin 2020).
a'urba – agence d'urbanisme Bordeaux Aquitaine – est une association bordelaise loi de 1901 sans but lucratif dont l'activité s'articule autour des sujets d'urbanisme et d'aménagement du territoire.   

## Ressources
Les études mises en ligne concernent les thèmes suivants :
- Connaissance du territoire
- Économie
- Environnement
- Équipements et infrastructures
- Habitat
- Planification
- Populations et modes de vie
- Projet urbain
- Prospective
- Transports et mobilités